# Tom Parker
Andreas Cornelius van Kuijk (Breda, 26 de junho de 1909 — Las Vegas, 21 de janeiro de 1997) mais conhecido como Coronel Tom Parker foi um empresário norte-americano do ramo da música, se tornando conhecido mundialmente por ser o agente de Elvis Presley de 1955 até 1977.

## Biografia
Durante a década de 1930 trabalhava com o Royal American Shows, um circo que viajava pelos Estados Unidos e Canadá em um trem particular de aproximadamente 70 vagões. Existem algumas divergências do que realmente ele fazia: alguns afirmam que vendia algodão doce e maçãs caramelizadas, enquanto outros afirmam que ele era como um administrador da companhia, um trabalho de muita responsabilidade para alguém que na época tinha pouco mais de vinte anos. Pode-se dizer que a escola de Tom Parker foi o circo, onde aprendeu, de certa forma, a manipular o público. Reza a lenda que Tom aplicou conceitos de rapport e persuasão na proposta artística de Elvis, o que ele chamava de "Artistic PIN" (Performance-Interpretation-Naturalness). Parker acreditava que somente o talento musical não era o bastante, que Elvis tinha que ser um artista completo, além de cantar bem, teria que dominar a arte da interpretação. 
Antes de Elvis, Tom Parker cuidou da carreira do famoso cantor country americano Eddy Arnold, de 1944 a 1953. A patente de "Coronel" é um título honorário, que lhe foi concedido por Jimmie Davis, governador da Louisiana no ano de 1948. 
Segundo alguns historiadores e fãs de Elvis, o relacionamento dos dois era estritamente profissional e nada além disso, nunca foram íntimos, conversavam na maioria das vezes para falar da carreira artística do cantor. Quando da ida de Elvis ao exército, em 1958, a qual teria sido uma ideia de Tom Parker, Elvis nunca foi visitado pelo seu empresário, tudo isso devido a sua controversa identidade. Tom Parker é criticado por alguns fãs por não permitir que Elvis fizesse shows fora dos Estados Unidos, com exceção de cinco apresentações, em 1957, no vizinho Canadá. No entanto, outros afirmam que Parker foi importante na divulgação de Elvis para o mundo, para que assim, todos conhecessem o talento do menino do sul dos EUA que viraria um mito.